# 金工作
金工作（きんこうさく）または黄金作戦（おうごんさくせん、英語: Operation Gold、Operation Stopwatch）は、冷戦下の1950年代にアメリカ中央情報局（CIA）とイギリス情報局秘密情報部（SIS）が行った共同作戦であり、当時ベルリンにあったソビエト軍本部の陸上通信線通信（有線通信）をソビエトの支配する地帯にトンネルを掘って傍受した。これは先行した銀工作に比べてかなり複雑である。

## トンネル掘削
金工作はSISとCIAによって計画されたが、CIAの資金と人員によって実行された。プロジェクトの詳細は未だ機密とされ、見つけられる当局の情報はどれも不十分なものである。この主な理由は計画が認可された当時の中央情報局長官であったアレン・ウェルシュ・ダレスによる「書き残すことを可能な限り削減せよ」との指示があったためである。
一つの報告によるとドイツ連邦情報局の長官であったラインハルト・ゲーレンはダレスに重要な電話線の合流地点について最初に注意を促した。その地点は地下2メートル足らずであり、3つのケーブルがともに西ベルリンのアメリカの区域の境界近くに来ていた。
英国および米国の情報当局者は、トンネルを計画するために、ロンドンで会合したが、その初期の会議に出席した人間の中にジョージ・ブレイクという英国情報機関内の二重スパイがいた。ブレイクは直ちにKGBに警告し、ゲーレンのエージェント2人はベルリンの運河を横切る通信線で盗聴できるものを求めている際に逮捕された。
KGBはそこに偽情報を発信する可能性を求め、また情報源ブレイクのスパイ発覚を懼れ、金工作の進行を黙認することにした。
1953年12月に、作戦は元FBI職員でCIAに転任したウィリアム・キング・ハービーの指揮下に置かれた。トンネルの準備の場として役立てるためにベルリンにおけるアメリカ区域のルードー（Rudow）地区に異様に深い地階を持つ倉庫が特別に造られた。繁華街の地下47 cm足らずに埋設されているケーブル群を横切り、なおかつ世界で最も厳しく警備された国境の6 m下に450 mのトンネルを秘密裏に建設するという難工事であった。最初の竪穴の掘削は、1954年9月2日に始まり、翌年2月25日に完了した。

## 成果
トンネルはソビエト区域のトレプトウ （Treptow）/アルトグリーニッケ（Altglienicke）から始まり、アメリカ区域のノイケルン（Neukölln）/ルードー（Rudow）に置かれた通信線の盗聴用電子機器の場所まで続いていた。そこで英国とアメリカはベルリン近くのゾッセン（Zossen）のソビエト軍の本部に出入りする通話、モスクワと東ベルリンのソ連大使館の会話、さらに東ドイツとソビエト当局の会話を聞き、記録した。
この時期、西側にはソビエトの暗号を破ることは不可能だったと見られている。その代わりに、通信を平文で読むためにソビエトの通信装置から出されるかすかな電子回路の信号(漏洩電磁波)を利用した。
ワシントンでは、CIAの翻訳者とアナリストのグループが絶えず傍受した膨大な量に取り組み、その内容は高水準の会話から兵舎でのゴシップにまでわたっていた。11ヵ月と11日であったトンネルの短い寿命の間に、およそ50万の呼び出しが50,000のテープで記録された。この資料の山を評価するために、金工作からの採掘作業は1958年9月まで続けられた。

## 発覚
トンネルでの作業に入ってから11ヵ月後の1956年4月21日に、ソビエトと東ドイツの兵士が、トンネルの東端に突入し、それを「国際法規範の違反」あるいは「ギャング行為」と非難。世界中の新聞がドイツ国内の境界線の真下にあるトンネルの地下室の写真を掲載した。壁にはドイツ語とロシア語で「司令官令により入場禁止」の掲示があった。
このトンネル急襲に影響を受けたものはアレン・ダレスのみならず、その兄で国務長官のジョン・フォスター・ダレス、妹のアメリカ合衆国国務省事務職員でベルリン勤務のエレノア・ランシング・ダレス（Eleanor Lansing Dulles）に及んだ。
1961年になってようやくブレイクを逮捕、裁判にかけて有罪が宣告され、西側当局はトンネルの建設が始まるずっと前にそれが危うくされたことに気付く。アレン・ダレスは金工作の成功を公的に賛美したが、CIAアナリスト達は彼らが収集した情報の総合的な価値について論争した。1つの評価では、ソビエトには西ベルリンに対して積極的な意図がなかったという幻想を発信するためにソビエトは普通の軍事通信を問題のケーブルに流すことを制限しなかったとされた。
金工作はイアン・マキューアンの『イノセント』及びT.H.E. Hillの『Voices Under Berlin: The Tale of a Monterey Mary』という小説の背景となっている。

## 参考資料
- Stafford, David. Spies Beneath Berlin - the Extraordinary Story of Operation Stopwatch/Gold, the CIA's Spy Tunnel Under the Russian Sector of Cold War Berlin Overlook Press, 2002. ISBN 1-58567-361-7
- David E. Murphy, Sergei A. Kondrashev, George Bailey. Battleground Berlin: CIA vs. KGB in the Cold War Yale University Press, 1999. ISBN 0-300-07233-3